# Francisco Antonio Monteiro Tourinho
Francisco Antonio Monteiro Tourinho (Niterói, 8 de agosto de 1837 — Antonina, 22 de maio de 1885) foi um engenheiro-militar brasileiro. 

## Biografia
Oriundo de família com fortes tradições militares, Francisco Antonio Monteiro Tourinho era Filho do coronel Francisco Antonio Touriño (assim assinava seu nome) e da Sra. D. Maria Carolina Monteiro Tourinho. Nasceu na Fazenda de Imbuí (região de Niterói), na província do Rio de Janeiro e cursou a Escola Central no Largo de São Francisco (mais tarde Escola Politécnica do Rio de Janeiro), onde diplomou-se como engenheiro. Em seguida transferiu-se para a Escola Militar da Praia Vermelha onde saiu Alferes-Aluno em 1860 (a Escola Militar da Praia Vermelha equivale ao curso da Academia Militar das Agulhas Negras, AMAN). Em 11 de junho de 1870 casou com Maria Leocádia Alves na Matriz de Nossa Senhora do Pilar, em Antonina (no litoral paranaense). Dos dez filhos que tiveram, seis faleceram na infância e apenas 4 vingaram: Themira (1873), Mário (1871), Plínio (1882) e Mercedes (1880).
Os dois filhos homens (Mário Alves Monteiro Tourinho, 1871-1964 e Plínio Alves Monteiro Tourinho, 1882 -1950), assim como os dois netos varões (Luiz Carlos Pereira Tourinho, 1913-1998 e Ayrton Pereira Tourinho, 1915-2005), todos engenheiros-militares, foram conceituados representantes do clã Tourinho no Sul do Brasil que atuaram de maneira decisiva nos rumos e na história do Paraná.

### Carreira militar
Ao deixar a Escola Militar foi nomeado ajudante de ordens do presidente da Província de São Paulo, em 1862. Aos 27 anos, no posto de tenente, Francisco Antonio Monteiro Tourinho foi nomeado pelo Governo Imperial (1864) como engenheiro fiscal das obras de construção da Estrada Dona Francisca, em Santa Catarina. Chegou à sede da Colônia no ano de 1865 (quando começava a guerra do Paraguai) e fiscalizou as obras de construção da estrada por um período de 2 anos (a estrada Dona Francisca foi a segunda estrada do Brasil a possibilitar o trânsito de carroças). Foi promovido a capitão em 2 de janeiro de 1866. Em 3 de julho de 1867 deixou a função em Santa Catarina. Passou à disposição da Província do Paraná (emancipada em 1853). Nomeado diretor interino da construção da Estrada da Graciosa, recebeu-a do engenheiro Antonio Rebouças, no dia 23 de agosto de 1867. A construção da Estrada da Graciosa teve início no governo do Presidente da Província, Zacarias de Góes e Vasconcelos, em 1854, e foi concluída, sob sua direção, em 1873.

Em 1871, foi concedido pela primeira vez, através de decreto emitido pelo governo Imperial, recursos para a construção de uma estrada de ferro ligando Curitiba a Antonina, passando por Morretes, sob a responsabilidade dos engenheiros Antonio Pereira Rebouças, Francisco Antonio Monteiro Tourinho e Maurício Schwartz. A construção dos 110 quilômetros de ferrovia foi permeada de grandes dificuldades, sacrifícios e desafios para vencer as escarpas da Serra do Mar com profundos desfiladeiros (construíram-se 72 pontes, 98 metros de arrimo, 279 bueiros, 88 drenos, 78 pontilhões, 50 entroncamentos e 14 túneis escavados manualmente no coração da montanha). Em 1873, é dado por inaugurado, sob sua direção, os trabalhos da estrada de ferro no trecho Paranaguá-Morretes.

Em 1878, Monteiro Tourinho foi o responsável pela conclusão do trecho inicial da estrada do Mato Grosso, entre Curitiba, Campo Largo e Palmeira (caminho dos tropeiros) onde projetou e executou a construção, em 1876, da imponente ponte sobre o Rio dos Papagaios (tributário do Rio Iguaçu). A ponte foi construída em arcos romanos, no formato de um ‘M’, na região dos Campos Gerais e por ela passou o Imperador Dom Pedro II durante sua visita a província em 1880 (a ponte encontra-se intacta e majestosa até os dias de hoje transformando-se num dos mais belos e respeitados patrimônio histórico da engenharia paranaense).

Enquanto trabalhava na construção da ponte do rio dos Papagaios, Francisco Antonio Monteiro Tourinho recebeu a incumbência de verificar a qualidade das terras do Capão da Anta (região de Palmeira) adquiridas com viés político pelo Presidente da Província, Sr. Rodrigo Otávio, para o assentamento de emigrantes europeus (política adotada pelo governo provincial para o povoamento do território paranaense quando deixou de ser Comarca da Província de São Paulo em 1853). Monteiro Tourinho foi categoricamente contrário a decisão do Presidente da Província. Recomendou, em seu parecer, que o assentamento dos russos-alemães vindos do Volga no Capão da Anta não fosse realizado naquela região. Em 1880, na viagem que fez ao interior da Província, ao chegar em Palmeira o imperador Pedro II manifestou interesse em conhecer o célebre capão, embora as maquinações de alguns políticos da região para impedir sua visita, sob alegação do mau estado da estrada. Mesmo assim o imperador foi. Mandou seu ajudante-de-ordem cutucar o solo com a ponta do sabre. Então, exclamou: “Manto verde de relva sobre laje estéril de arenito! Isto não dá nem capim, isto é cascalho não é terra. Os russos tinham razão”.
Francisco Antonio Monteiro Tourinho realizou, também, o estudo de viabilidade do projeto da ferrovia Atlântico-Pacífico, em 1877, que pretendia transpor o Rio Paraná na altura dos saltos de Guaíra (região submersa pelo lago de Itaipu em 1982). No relatório que encaminhou aos deputados provinciais, Lamenha Lins defendeu as recomendações do engenheiro Monteiro Tourinho que se opunha ao traçado feito pelo engenheiro inglês William Lloyd e seu colega sueco Christian Palm. Para Monteiro Tourinho, a ferrovia deveria seguir o curso do Rio Piquiri e transpor o Rio Paraná, em direção ao Mato Grosso, através de uma ponte, na região de Sete Quedas, em Guaíra, no Oeste do Paraná. No entanto, esse projeto dependia da vontade da Corte Imperial para ser encaminhado. Lá não havia nem idealismo nem entusiasmo com o desenvolvimento do sertão do Brasil e o projeto acabou sendo abandonado. Francisco Antonio Monteiro Tourinho ficou conhecido, no Paraná, como o grande idealizador da ferrovia Antonina-Antofagasta.

Em 1880, Monteiro Tourinho acompanhou a visita do Imperador Dom Pedro II a província do Paraná que tinha como objetivo percorrer as terras paranaenses pela primeira vez, vistoriar as unidades militares do Sul após o término da Guerra do Paraguai (1864-1870) e inaugurar a estrada de ferro Paranaguá-Curitiba realizada com recursos do Império (concessão imperial feita através do decreto n° 4.474 de 1º de janeiro de 1871). Em 17 de dezembro de 1883, foi nomeado inspetor das Colônias Militares e tinha como missão fiscalizar as colônias de Chopim, Chapecó e Jataí. O papel das colônias militares era garantir a soberania do território nacional no sul do Brasil. A experiente vida nas fileiras militar e os longos trajetos percorridos ao lombo de burro pelo território paranaense facilitou-lhe organizar o primeiro mapa da Província do Paraná (carta geográfica), solicitada em 1880 pelo presidente da Província, Dr. João José Pedrosa. A carta geográfica foi, em seguida (1883), doado ao acervo do Instituto Histórico e Geográfico Brasileiro, no Rio de Janeiro (primeiro Esboço Topográfico da Província do Paraná). 
Em 1886, Monteiro Tourinho projetou e construiu o quartel do 5° Regimento de Infantaria, na cidade de Curitiba, tornando-se, na sequência 3ª RAM, CPOR/5 e 5° BLOG (a fachada da edificação foi preservada pelo Conselho Estadual do Patrimônio Histórico e Artístico e, no local, funciona um moderno shopping center na Rua Brigadeiro Franco em frente da Praça Oswaldo Cruz).
Francisco Antonio Monteiro Tourinho encerrou sua trajetória na vida militar aos 48 anos de idade quando veio a falecer, ainda jovem, no dia 22 de maio de 1885 na cidade de Antonina.

## Publicações
- TOURINHO, Francisco Antonio Monteiro (Cap. Eng.). Bosquejo Histórico da Estrada da Graciosa, 1972, Volume XIX/61.
- TOURINHO, F.A. Monteiro; e RIBAS, José Lourenço de Sá; e MURICY, J. Candido da Silva. Descripção Geral da Província do Paraná em 1867, 1918, Volume II/7/87.
- TOURINHO, F.A. Monteiro. Compendio de Metrologia para uso das Escolas Primárias da Província do Paraná. Curitiba 4 de outubro de 1874.
- TOURINHO, Francisco Antonio Monteiro. A Nova Guayra. Revista Paranaense, 1881.